# Katerina Paleha
Katerina Paleha, ukrajinska lokostrelka, * 20. september 1980.
Sodelovala je na lokostrelskem delu poletnih olimpijskih igrah leta 2004, kjer je osvojila 33. mesto v individualni in 6. v ekipni konkurenci.